# هیرونوموس داوید گاوبیوس
هیرونوموس داوید گاوبیوس (آلمانی: Hieronymus David Gaubius؛ ۱۷۰۵ – ۲۹ نوامبر ۱۷۸۰) یک شیمی‌دان اهل آلمان بود.